# 빅 머신 레코드
빅 머신 레코드(Big Machine Records, LLC)는 컨트리 음악 가수를 전문으로 맡는 미국의 독립 레코드 레이블이다. 테네시주의 내슈빌을 기반으로 하며, 유통은 유니버설 뮤직 그룹이 맡고 있다. 레이블은 드림웍스 레코드의 간부였던 Scott Borchetta에 의해 2005년 9월 설립되었고 컨트리 가수 토비 키스가 합작 사업에 참여했다. 2014년 11월을 기준으로 총 88명의 직원이 있으며, 음악 퍼블리싱, 매니지먼트, 머천다이징 사업 부분으로 네 개의 사무실 빌딩으로 이루어져 있다. 주요 사업은 빅 머신 레이블 그룹하에 발매되는 작품들을 관리한다.
테일러 스위프트는 빅 머신 레코드에 소속된 음악가로 유명하며, 스위프트의 아버지는 지분을 소유하고 있기도 하다. 다른 소속 음악가로는 팀 맥그로, 리바 매킨타이어, 래스컬 플래츠 등이 있다.
현재 빅 머신 레코드의 모기업인 빅 머신 레이블 그룹이 하이브 (기업)에 인수됨에 따라 HYBE LABELS에 편입되었다.

## 소속 음악가

### 현재 컨트리 음악가
- 대니엘 브래드버리[1]
- 팀 맥그로[1]
- 제니퍼 네틀스[2]
- 래스컬 플래츠[1]

### 현재 팝 음악가
- 로라 마라노[3]

### 이전 음악가
- 테일러 스위프트[4]
- 가스 브룩스 (빅 머신/필)[5]
- 멀리사 피터먼[6]
- 서니 스위니 (리퍼블릭으로 이동)
- 트리샤 이어우드